# Escut de Sales de Llierca
L'escut oficial de Sales de Llierca és el símbol oficial d'aquest municipi i es descriu mitjançant el següent blasonament:
Escut caironat: d'or, un vol abaixat de gules. Per timbre una corona de baró.

## Disseny
La composició de l'escut està formada sobre un fons en forma de quadrat recolzat sobre un dels seus vèrtexs, anomenat escut caironat, segons la configuració difosa a Catalunya i d'altres indrets de l'antiga Corona d'Aragó i adoptada per l'administració a les seves especificacions per al disseny oficial dels municipis dels ens locals. És de color groc (or), amb la representació heràldica de dues ales unides pels seus extrems superiors (mig vol) en posició invertida segons l'heràldica (abaixat) de color vermell (gules).
L'escut està acompanyat a la part superior d'un timbre en forma de corona nobiliària, que és l'adoptada pel Departament de Governació d'Administracions Locals de la Generalitat de Catalunya per timbrar els escuts dels municipis que històricament han estat cap o centre d'un principat, ducat, marquesat, comtat, vescomtat o baronia. En aquest cas, es tracta d'una corona de baró, en ser Sales el cap d'una baronia.

## Història
L'Ajuntament va acordar en ple iniciar l'expedient d'adopció de l'escut el dia 5 de febrer de 1992, per adaptar-se a la normativa actual. L'adaptació va consistir bàsicament, a part del canvi de forma i de corona, en canviar el color del fons de l'escut (d' argent a or). Després dels tràmits reglamentaris, l'escut es va aprovar el 9 d'octubre de 1992 i fou publicat al DOGC número 1.660 de 23 d'octubre del mateix any.
Les dues ales són el senyal parlant tradicional referit al nom del poble. La corona de damunt l'escut recorda que la localitat fou el centre d'una baronia des del segle xiii.